# Madison (Nebraska)
Madison es una ciudad ubicada en el condado de Madison en el estado estadounidense de Nebraska. En el Censo de 2010 tenía una población de 2438 habitantes y una densidad poblacional de 817,12 personas por km².

## Geografía
Madison se encuentra ubicada en las coordenadas 41°49′43″N 97°27′24″O / 41.82861, -97.45667. Según la Oficina del Censo de los Estados Unidos, Madison tiene una superficie total de 2.98 km², de la cual 2.98 km² corresponden a tierra firme y (0%) 0 km² es agua.

## Demografía
Según el censo de 2010, había 2438 personas residiendo en Madison. La densidad de población era de 817,12 hab./km². De los 2438 habitantes, Madison estaba compuesto por el 65.34% blancos, el 0.98% eran afroamericanos, el 1.03% eran amerindios, el 0.33% eran asiáticos, el 0% eran isleños del Pacífico, el 30.27% eran de otras razas y el 2.05% pertenecían a dos o más razas. Del total de la población el 48.77% eran hispanos o latinos de cualquier raza.